# Tribunal Superior de Justícia
|  | Si cerqueu el Tribunal Superior de Justícia d'alguna comunitat autònoma, vegeu «Tribunal Superior de Justícia (desambiguació)» |

El Tribunal Superior de Justícia (TSJ) és un tipus d'òrgan jurisdiccional que forma part del poder judicial espanyol amb jurisdicció sobre el territori d'una comunitat autònoma. No són òrgans de les comunitats autònomes respectives, sinó que formen part de l'organització judicial estatal. Un dels membres d'aquest tipus de tribunals és designat pel parlament autonòmic segons establisca el respectiu estatut d'autonomia.

## Règim judicial de les comunitats autònomes
Les comunitats autònomes, constituïdes conformement a la constitució, gaudeixen de poders legislatiu i executiu propis, que desenvolupen les competències atribuïdes a la comunitat autònoma pel seu estatut d'autonomia o transferides per l'Estat, tal com està previst a la Constitució espanyola de 1978. No obstant això, la diferència qualitativa més gran entre l'estat de les autonomies i un estat federal és que les comunitats autònomes no tenen una organització judicial pròpia que jutgi les causes que se suscitin segons les seves lleis, sinó que comparteixen el poder judicial únic de l'estat espanyol. a pesar d'això, la legislació estatal i autonòmica preveu la intervenció de les comunitats autònomes en la gestió de les competències administratives relacionades amb la justícia, tals com règim personal dels funcionaris al servei de l'administració de justícia i mitjans i recursos materials i econòmics. A més cada assemblea legislativa de cada comunitat autònoma intervé en el nomenament d'una tercera part dels membres de la sala civil i penal del respectiu tribunal superior de justícia, formulant una terna que presenta al Consell General del Poder Judicial (CGPJ), que selecciona un dels candidats per a la plaça en qüestió.

## Presidència
El president del TSJ és nomenat pel rei d'Espanya per a un període de 5 anys a proposta del Consell General del Poder Judicial.

## Composició dels tribunals superiors de justícia
Els tribunals superiors de justícia estan dividits en tres sales: civils i penal, del contenciós-administratiu i social. Hi ha un president del tribunal superior de justícia, un president per a cadascuna de les sales, un president per a cadascuna de les seccions que pugui dividir-se cada sala i un nombre de magistrats variable en funció del volum de treball del tribunal. Les places es proveïxen per concurs entre magistrats, en funció del lloc corresponent a cadascun en l'escalafó judicial i amb reserva de places a favor de concursants especialitzats en cadascun dels ordres jurisdiccionals; una tercera part de les places disponibles en la sala civil i penal es reserva per a la seva provisió per juristes de reconegut prestigi, nomenats pel CGPJ d'una terna proposada per l'assemblea legislativa de la comunitat autònoma respectiva.

## Competència dels Tribunals Superiors de Justícia
Els tribunals superiors de justícia estan dividits en tres sales: civils i penal, del contenciós-administratiu i social. Hi ha un president del tribunal superior de justícia, un president per a cadascuna de les sales, un president per a cadascuna de les seccions que pugui dividir-se cada sala i un nombre de magistrats variable en funció del volum de treball del tribunal. Les places es proveeixen per concurs entre magistrats, en funció del lloc corresponent a cadascun en l'escalafó judicial i amb reserva de places a favor de concursants especialitzats en cadascun dels ordres jurisdiccionals; una tercera part de les places disponibles en la sala civil i penal es reserva per a la seva provisió per juristes de reconegut prestigi, nomenats pel Consell General del Poder Judicial d'una terna proposada per l'assemblea legislativa de la comunitat autònoma respectiva.
- La Sala Civil i Penal coneix, com a sala civil, del recurs de cassació i del recurs extraordinari de revisió contra resolucions d'òrgans jurisdiccionals de l'ordre civil amb seu en la comunitat autònoma, sempre que el recurs es fon en infracció de normes del dret civil, foral o especial, propi de la comunitat, i quan el corresponent estatut d'autonomia hagi previst aquesta atribució; de les demandes de responsabilitat civil, per fets comesos en l'exercici dels seus respectius càrrecs, dirigides contra el President i membres del consell de govern de la comunitat autònoma i contra els membres de l'assemblea legislativa, quan tal atribució no correspongui, segons els estatuts d'autonomia, al Tribunal Suprem; de les demandes de responsabilitat civil, per fets comesos en l'exercici del seu càrrec, contra tots o la major part dels magistrats d'una audiència provincial o de qualssevol de les seves seccions; i de les qüestions de competència entre òrgans jurisdiccionals de l'ordre civil amb seu en la comunitat autònoma que no tingui un altre superior comú.
- La Sala Civil i Penal coneix, com a sala penal, de les causes penals que els estatuts d'autonomia reserven al coneixement dels tribunals superiors de justícia; de la instrucció i el pronunciament de les causes penals contra jutges, magistrats i membres del ministeri fiscal per delictes o faltes comesos en l'exercici del seu càrrec en la comunitat autònoma, sempre que aquesta atribució no correspongui al Tribunal Suprem; dels recursos d'apel·lació contra les resolucions dictades en primera instància per les audiències provincials, així com el de tots aquells previstos per les lleis; i de les qüestions de competència entre òrgans jurisdiccionals de l'ordre penal amb seu en la comunitat autònoma que no tinguin altre superior comú.
- La Sala del Contenciós-Administratiu coneix dels recursos que es dedueixin en relació amb els actes de les entitats locals i de les administracions de les comunitats autònomes el coneixement de les quals no sigui atribuït als jutjats del contenciós-administratiu, de les apel·lacions promogudes contra sentències i actuacions dictades pels jutjats del contenciós-administratiu i dels corresponents recursos de queixa, dels recursos de revisió contra les sentències fermes dels jutjats del contenciós-administratiu, de les qüestions de competència entre els jutjats del contenciós-administratiu amb seu en la comunitat autònoma, de recurs de cassació per a la unificació de doctrina o en interès de llei en els casos previstos en la llei reguladora de la jurisdicció contenciós-administrativa.
- La SALA SOCIAL coneix dels processos que la llei estableixi sobre controvèrsies que afectin interessos dels treballadors i empresaris en àmbit superior al d'un jutjat social i no superior al de les comunitats autònomes, dels recursos que estableixi la llei contra les resolucions dictades pels jutjats socials de la comunitat autònoma, dels recursos de súplica i altres que preveu la llei contra resolucions dels jutjats del mercantil de la comunitat autònoma en matèria laboral i les quals resolguin els incidents concursals que versin sobre la mateixa matèria i de les qüestions de competència que se suscitin entre els jutjats socials de la comunitats autònomes.